# Директива 2006/42/EC
Директива 2006/42/ЕС (англ. Machinery Directive) о безопасности машин и оборудования Европейского парламента и Совета Европейского Союза от 17 мая 2006 года была принята с целью замены Директивы 95/16/ЕС. В соответствии с директивой 2006/42/ЕС машины и механизмы должны быть спроектированы и изготовлены таким образом, чтобы их эксплуатация не подвергала риску жизнь и здоровье людей, собственность и окружающую среду, при соблюдении правил эксплуатации, а также в случаях предсказуемого неправильного использования.
Данная директива определяет единый уровень безопасности, необходимый для исключения несчастных случаев при допуске машин и механизмов на рынки Европейского Союза, а также Швейцарии и Турции. Таким образом, данная директива устанавливает единые гармонизированные стандарты безопасности машин на всей территории ЕС и отменяет действующие в этом отношении национальные нормы.
Под машинами в директиве 2006/42/ЕС понимаются агрегаты, оснащенные приводом, как минимум один из элементов которых является подвижным.
Директива 2006/42/ЕС, как и прочие директивы ЕС, не имеет прямой силы и должна быть реализована в рамках национального законодательства, через внесения изменений в советующие национальные законы. Таким образом, реализация директивы 2006/42/ЕС в Германии реализуется через девятый раздел «Закон о безопасности продукции» (9.ProdSV), в Австрии через «Положении о безопасности машин».
Вступив в силу 29 декабря 2009 года, данная директива прекратила действие действующей ранее 98/37/ЕС.

## Область применения
Директива 2006/42/ЕС распространяется на следующие категории продукции:
• машины и механизмы
• сменное оборудование
• безопасные компоненты
• грузоподъемные приспособления
• цепи, канаты и сети
• съемные механические устройства передачи
• частично завершенные машины и механизмы